# Philisca hahni
Philisca hahni är en spindelart som beskrevs av Simon 1884. Philisca hahni ingår i släktet Philisca och familjen spökspindlar. Inga underarter finns listade i Catalogue of Life.